# Usulután (stad)
Usulután is een stad en gemeente in El Salvador. Het is de hoofdplaats van het gelijknamige departement.
Usulután telt 82.000 inwoners.
Ongeveer 14 kilometer ten noorden van de stad ligt de vulkaan El Tigre.